# The Animals
The Animals, v současnosti vystupující pod názvem Eric Burdon & the Animals (s původním frontmanem Ericem Burdonem) a také jako Animals & Friends (s původním bubeníkem Johnem Steelem), je anglická rocková kapela, která vznikla v Newcastle upon Tyne v roce 1962.
Původní sestavu The Animals tvořili frontman Eric Burdon, kytarista Hilton Valentine, baskytarista Chas Chandler, klávesista Alan Price a bubeník John Steel. Kapela byla známá svým drsným, bluesově laděným zvukem, kombinovala tvrdé, rockově znějící popové singly s materiálem orientovaným na rhythm and blues a byla součástí britské invaze do USA.
The Animals se proslavili svou nejslavnější písní a transatlantickým singlem číslo jedna „The House of the Rising Sun“, na který navázali dalšími hity jako „We Gotta Get Out of This Place“, „It's My Life“, „Don't Bring Me Down“, „I'm Crying“, „See See Rider“ a „Don't Let Me Be Misunderstood“. V polovině 60. let kapela prošla řadou personálních změn a doplatila na špatné obchodní vedení, což vedlo k rozpadu původní sestavy v roce 1966. Burdon poté sestavil převážně novou skupinu hudebníků pod názvem Eric Burdon and the Animals; tato značně obměněná formace se přestěhovala do Kalifornie a dosáhla komerčního úspěchu jako psychedelická a progresivní rocková kapela s hity jako „San Franciscan Nights“, „When I Was Young“ a „Sky Pilot“, než se na konci dekády rozpadla.
Původní sestava Burdon, Price, Chandler, Valentine a Steel se znovu sešla na jednorázovém benefičním koncertu v Newcastle v roce 1968. Později se krátce vrátili na scénu v letech 1975 a 1983. Od té doby došlo k několika částečným znovuspojením původních členů pod různými názvy. Celkově má kapela na kontě 10 hitů v Top 20 britské singlové hitparády i amerického žebříčku Billboard Hot 100. Původní členové The Animals byli uvedeni do Rock and Roll Hall of Fame v roce 1994.

## Historie
Zřejmě nejstylovější britská R & B skupina 60. let vznikla jako Alan Price Combo v Newcastelu, kde o sobotách hrála v nabitém Downbeat Clubu. Po získání zpěváka Erica Burdona přesídlila do honosnějšího klubu A-Go-Go a začátkem roku 1964 změnila jméno na Animals. Pak vystupovala v klubech v Londýně a okolí. Burdonův „černý” hlas a zemitá varhanní hra (Price) dodávaly jejich produkci syrovou naléhavost a emotivní působivost. Gramofonové společnosti (po úspěchu Rolling Stones) hledaly R&B skupiny a Animals získali smlouvu Columbia (producent Mickie Most). Most vybral na 1. singl neznámé blues, které se objevilo na 1. albu Boba Dylana – „Baby Let Me Take You Home”. Deska vyšla v březnu 1964, do Top 20 se dostala o šest týdnů později. Následoval singl „House Of The Rising Sun“ (ze stejného zdroje), Price skladbu hutně aranžoval – č. 1 v britské i americké hitparádě. Následovala skladba „I'm Crying“. V roce 1965 se soubor vrátil k americkým materiálům. Např. „Don't Let Me Be Misunderstood'' (N. Simoneová), „Bring It On Home To Me“ (S. Cooke), „We've Gotta Out Of This Place“. Po dvou albech – The Animals (1964) a Animals Track (1965) – Price soubor v květnu 1965 opustil. Nahradil ho Dave Rowberry (* 1940), ze souboru Mike Cotton Sound, který beze zbytku převzal Priceův styl hry na varhany, v únoru 1966 Berry Jenkins od Nashville Teens nahradil Steela. Animals přešli k firmě Dec, kde vydali singly „Inside Looking Out“, „Don't Bring Me Down“ a album Animalism.

### Eric Burdon and The Animals
V září 1966 Burdon neočekávaně skupinu rozpustil, koncem téhož roku však zformoval tzv. New Animals (resp. soubor nazývaný též Eric Burdon and the New Animals). Soubor se začal přiklánět k R&R a folk rocku, slavil úspěchy hlavně v USA, kam přesídlil. Hity: „San Francisco Night“, „Monterey“ (1967), „Sky Pilot“ (1968). Animals se zúčastnili také několika mamutích hudebních festivalů. V roce 1969 Burdon kapelu rozpustil, aby se mohl věnovat sólové dráze. Přesídlil do Kalifornie, kde chvíli vystupoval samostatně, posléze se spojil s černou skupinou War.

## Diskografie

### Britská alba
- The Animals (1964)
- Animal Tracks (1965)
- Animalisms (1966)
- Winds of Change (1967)
- The Twain Shall Meet (1968)
- Every One Of Us (1968)
- Love Is (1968)
- Before We Were So Rudely Interrupted (1977)
- Ark (1983)

## Členové
| The Animals (1962–1965)                             | - Eric Burdon – zpěv - Hilton Valentine – kytara - Alan Price – klávesy - Chas Chandler – baskytara - John Steel – bicí |
| The Animals (1965)                                  | - Eric Burdon – zpěv - Hilton Valentine – kytara - Mick Gallagher kytara - John Steel – bicí |
| The Animals (1965–1966)                             | - Eric Burdon – zpěv - Hilton Valentine – kytara - Dave Rowberry – klávesy - Chas Chandler – baskytara - John Steel – bicí |
| The Animals (1966)                                  | - Eric Burdon – zpěv - Hilton Valentine – kytara - Dave Rowberry – klávesy - Chas Chandler – baskytara - Barry Jenkins – bicí |
| Eric Burdon and the Animals (prosinec 1966–1968)    | - Eric Burdon – zpěv - Vic Briggs – kytara, piáno - Danny McCulloch – baskytara - John Weider – baskytara, kytara, housle - Barry Jenkins – bicí |
| Eric Burdon and the Animals (1968)                  | - Eric Burdon – zpěv - Vic Briggs – kytara, piáno - Danny McCulloch – baskytara - John Weider – baskytara, kytara, housle - Zoot Money – klávesy - Barry Jenkins – bicí |
| Eric Burdon and the Animals (duben 1968– únor 1969) | - Eric Burdon – zpěv - Andy Summers – kytara - John Weider – kytara, baskytara - Zoot Money – klávesy - Barry Jenkins – bicí |
| Eric Burdon and the Animals (únor 1969 – 1975)      | rozdělení |
| The Animals (obnovení: 1975–1976)                   | - Eric Burdon – zpěv - Hilton Valentine – kytara - Alan Price – klávesy - Chas Chandler – baskytara - John Steel – bicí |
| The Animals (obnovení: září 1983 – duben 1984)      | - Eric Burdon – zpěv - Hilton Valentine – kytara - Alan Price – klávesy, zpěv - Chas Chandler – baskytara, doprovodný zpěv - John Steel – bicí - Zoot Money – klávesy, doprovodný zpěv - Steve Grant – kytara, syntezátor, doprovodný zpěv - Steve Gregory – tenorsaxofon, baritonsaxofon - Nippy Noya – perkuse |
| The Animals (1984–1992)                             | Rozpad |
| Valentine's Animals (1992)                          | - Hilton Valentine – kytara - Josh Eliott - Robert Robinson – zpěv - The Dod - George Fearson |
| Animals II (1992–1994)                              | - Robert Robinson – zpěv - Hilton Valentine – kytara - George Fearson - Steve Hutchinson – klávesy - Josh Elliott – - John Steel – bicí |
| Animals II (1994–1999)                              | - Robert Kane – zpěv - Hilton Valentine – kytara - Steve Dawson – kytara - Steve Hutchinson – klávesy - Martin Bland – baskytara - John Steel – bicí |
| The Animals (1999–2001)                             | - Tony Liddle – zpěv - Hilton Valentine – kytara - Dave Rowberry – klávesy - Jim Rodford – baskytara - John Steel – bicí |
| The Animals (2001)                                  | - Eamon Cronin – zpěv - Hilton Valentine – kytara - Dave Rowberry – klávesy - Jim Rodford – baskytara - John Steel – bicí |
| Animals and friends (2001–2003)                     | - Pete Barton – zpěv, kytara - Johnny 'Guitar' Williamson – kytara, zpěv - Dave Rowberry – klávesy - Jim Rodford – baskytara - John Steel – bicí |
| Animals and friends (2003–dosud)                    | - Pete Barton – zpěv, baskytara - John Williamson – kytara, zpěv - Mick Gallagher – klávesy - John Steel – bicí - Christian Madden – klávesy (někdy) - Zoot Money – klávesy (někdy) - Spencer Davis – zpěv, kytara, harmonika (někdy) - Mick Green – kytara (někdy)                                              |